# Apriorische Sprache
Eine apriorische Sprache (von lateinisch a priori) ist eine konstruierte Sprache mit einem vollständig neu entwickelten Vokabular und einer eigenen Grammatik. Das bedeutet, dass als Grundlage keine bereits existierenden Begriffe aus anderen Sprachen verwendet werden. Auch die Grammatik lehnt sich nicht an die einer existierenden Sprache an.
Bei der Plansprachenklassifikation nach Moch unterscheidet man zwischen apriorischer Sprache, aposteriorischer Sprache, die das Gegenteil zur apriorische Sprache darstellt und Mischsprachen.

## Beispiele für apriorische Sprachen
- Solresol ist nichtphilosophische apriorische Sprache[4] auf musikalischer Grundlage[5]
- Die klingonische Sprache enthält ein komplett neu erdachtes Vokabular